# Symmorphus lucens
Symmorphus lucens är en stekelart som först beskrevs av Kostylev 1938.  Symmorphus lucens ingår i släktet vedgetingar, och familjen Eumenidae. Inga underarter finns listade i Catalogue of Life.